# جيرد أوزوالد
جيرد أوزوالد (بالألمانية: Gerd Oswald)‏ هو منتج أفلام وكاتب سيناريو ومخرج وممثل ألماني وأمريكي، ولد في 9 يونيو 1919 ببرلين في ألمانيا، وتوفي في 22 مايو 1989 بلوس أنجلوس في الولايات المتحدة بسبب سرطان.

## أعمال

### أفلام
- (1962) أطول يوم[3][4]

## وصلات خارجية
- جيرد أوزوالد على موقع IMDb (الإنجليزية)
- جيرد أوزوالد على موقع ألو سيني (الفرنسية)
- جيرد أوزوالد على موقع تيرنر كلاسيك موفيز (الإنجليزية)
- جيرد أوزوالد على موقع أول موفي (الإنجليزية)
- جيرد أوزوالد على موقع قاعدة بيانات الأفلام السويدية (السويدية)
- جيرد أوزوالد على موقع قاعدة بيانات الفيلم (الإنجليزية)
- جيرد أوزوالد على موقع كينوبويسك (الروسية)